# Karl Aurand
Karl Aurand (* 30. Dezember 1923 in Frankfurt am Main; † 1. Februar 2007) war ein deutscher Mediziner und Strahlenschützer. Seine Hauptarbeitsgebiete lagen auf dem Gebiet der Strahlen- und Umweltforschung.

## Leben
Ab 1957 war Aurand Leiter des neu errichteten Laboratoriums für ionisierende Strahlen des Instituts für Wasser-, Boden- und Lufthygiene („WaBoLu“) des Bundesgesundheitsamtes in Berlin. Von 1975 bis 1983 war er Direktor dieses Instituts. Von 1974 bis 1977 und von 1979 bis 1987 war er außerdem Mitglied der Strahlenschutzkommission (SSK). Nach 1990 engagierte er sich stark für die Wiedererrichtung des früheren Radonbades in Schlema.
1999 wurde er mit der Hanns-Langendorff-Medaille ausgezeichnet.

## Schriften
- Boris Rajewsky, Karl Aurand, Otto Hug: Strahlendosis und Strahlenwirkung. Thieme Verlag, 1954.
- Helmuth Althaus, Joachim Borneff, Karl Aurand, U. Hässelbarth: Die Trinkwasserverordnung. Schmidt Erich Verlag, 1991.
- Karl Aurand, Barbara P. Hazard, Felix Tretter: Umweltbelastungen und Ängste. Erkennen – Bewerten – Vermeiden. Westdeutscher Verlag, 1993.